# Plagiognathus longirostris
Plagiognathus longirostris är en insektsart som först beskrevs av Knight 1923.  Plagiognathus longirostris ingår i släktet Plagiognathus och familjen ängsskinnbaggar. Inga underarter finns listade i Catalogue of Life.